# Parque nacional marino del Golfo de Mannar
El parque nacional marino del Golfo de Mannar (tamil, மன்னார் வளைகுடா தேசிய கடல்சார் உயிரியல் பூங்கா) es un parque nacional de la India, en el golfo de Mannar en el límite del estado de Tamil Nadu. Destaca que aquí se encuentren numerosas especies de delfines.
Está formado por 21 islas pequeñas (islotes) y los arrecifes de coral adyacentes en el océano Índico. Queda entre 1 y 10 km de la costa oriental de Tamil Nadu, en el India del Sur a lo largo de 160 km entre Thoothukudi (Tuticorin) y Dhanushkodi. Es la zona núcleo de la reserva de la biosfera del Golfo de Mannar que incluye una zona colchón de 10 km alrededor del parque, incluyendo la zona poblada costera. El parque tiene una alta diversidad de plantas y animales en su hábitat marino, intermareal y cercana a la costa. El acceso público al interior del parque está limitado a barcos de fondo de cristal.
El parque ha sido reconocido por la Unesco como reserva de la biosfera a partir del año 2001.

## Flora

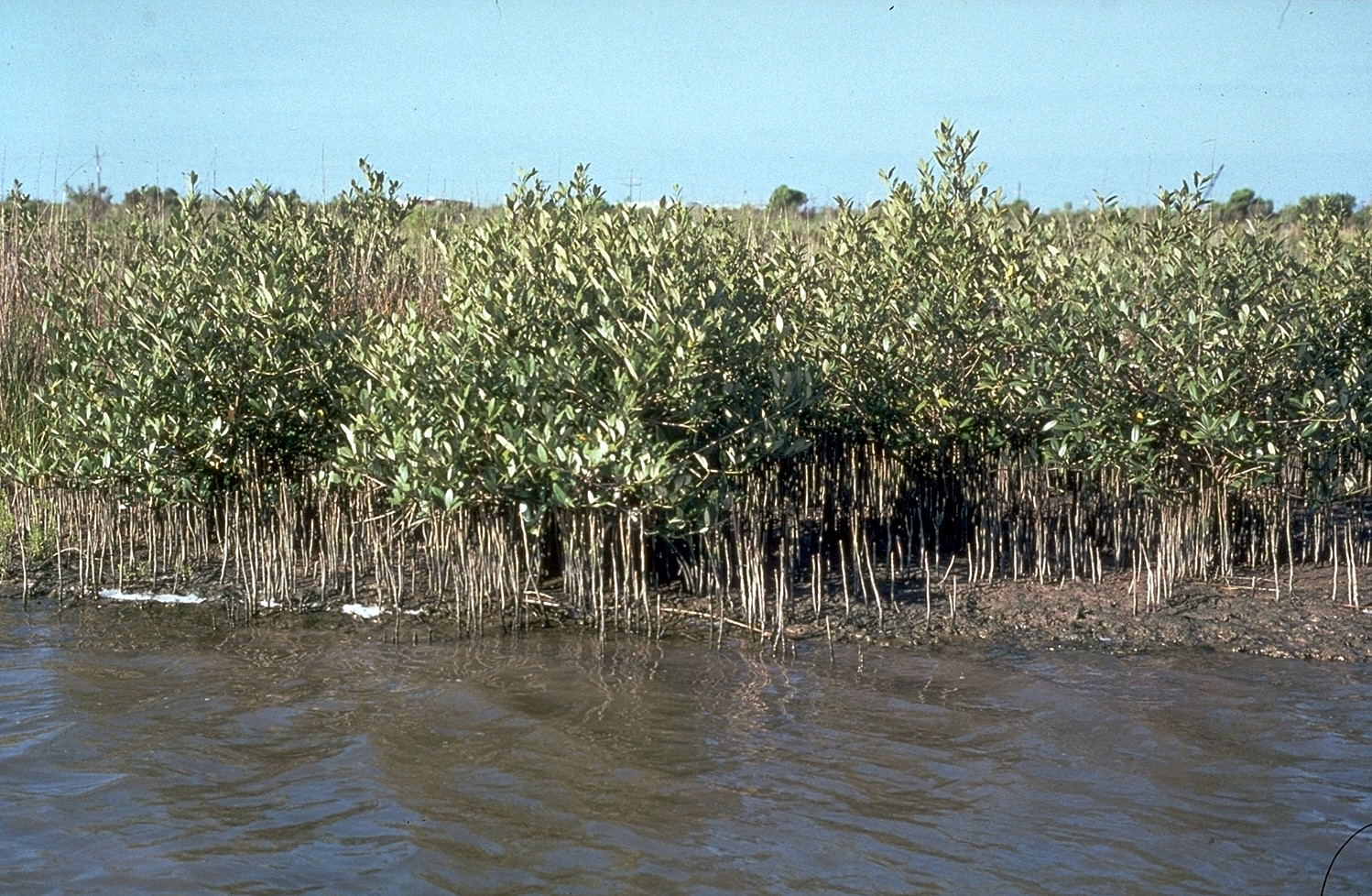
Manglares

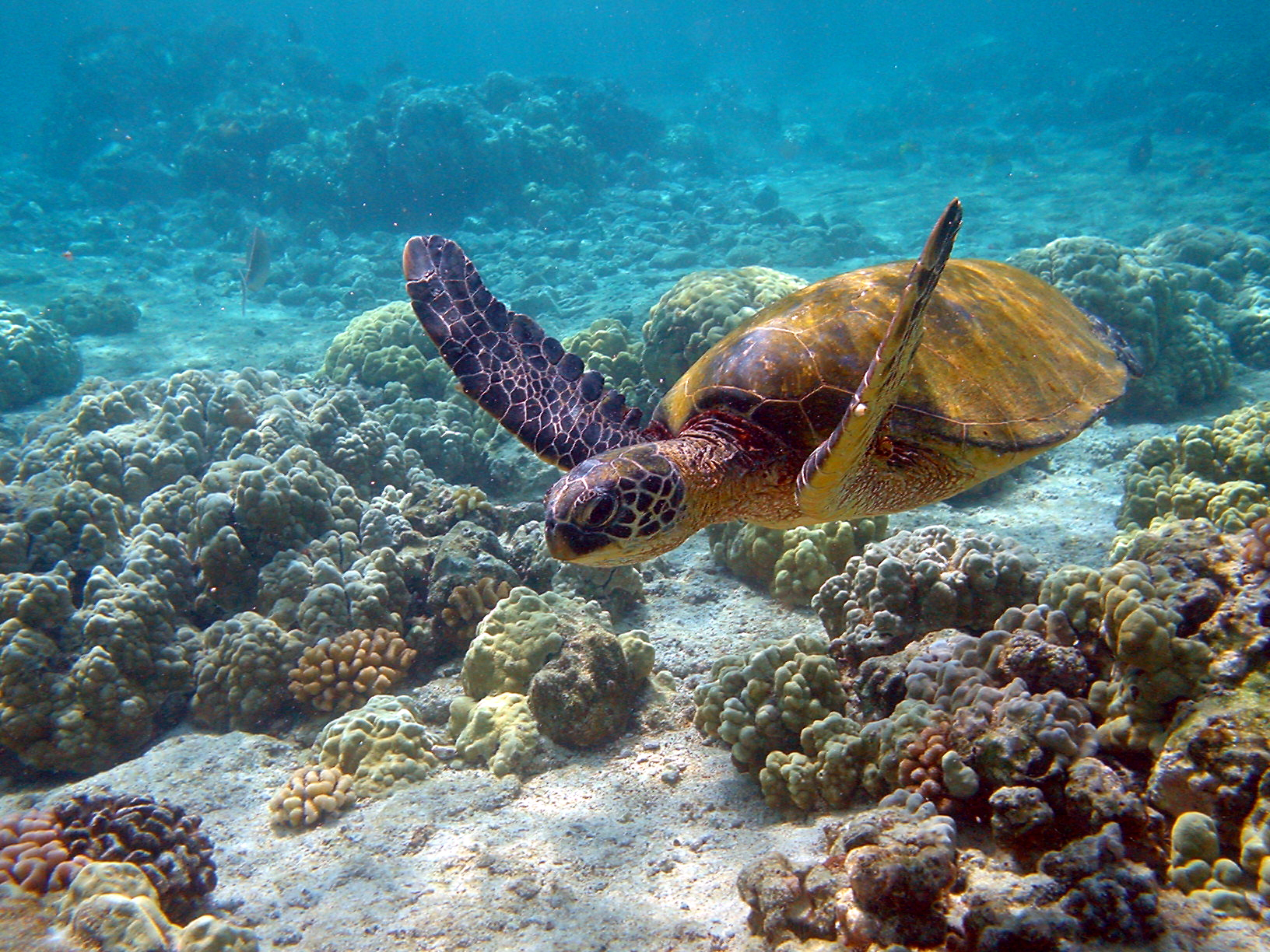
Tortuga verde

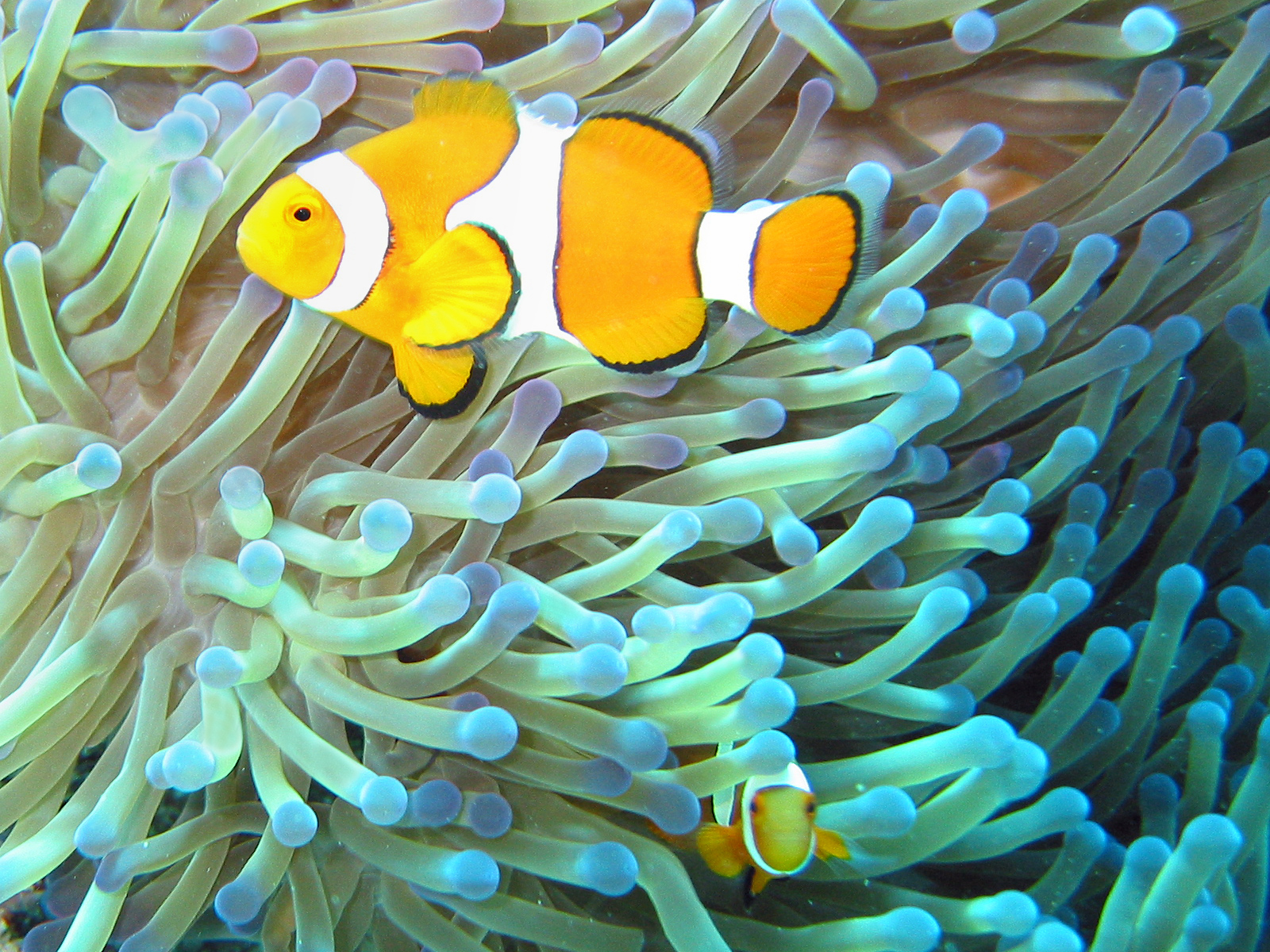
Peces payaso.

El parque incluye estuarios, llanuras, playas y bosques de medio ambiente cercano a la costa. También incluye componentes marinos como arrecifes de coral, comunidades de algas, marismas y manglares. 
Los manglares dominan las zonas intermareales de las islas del parque. Están formados por especies pertenecientes a los géneros Rhizophora, Avicennia, Bruguiera, Ceriops y Lumnitzera. Árboles introducidos del género Prosopis dominan la tierra en todas las islas. La Pemphis acidula (familia Lythraceae) es la única especie de planta endémica. Se han documentado 12 especies de pradera marina y 147 especies de alga marina. Esta vegetación proporciona importantes terrenos de alimentación para el dugongo, mamífero marino vulnerable, tortugas verdes en peligro y tortugas oliváceas.

## Fauna

### Vertebrados
El dugongo, un mamífero marino vulnerable es el mamífero estrella del parque. Es un importante hábitat para los cetáceos, delfines como el "nariz de botella", el girador, el común, o el de cabeza de melón; la marsopa sin aleta, el calderón gris y el cachalote enano. También hay grandes ballenas como el cachalote, rorcuales (el aliblanco, el de Bryde, o el norteño) así como especies en peligro crítico, incluyendo yubartas, rorcuales comunes, y ballenas azules o rorcuales azul.
Alrededor de 510 (23%) de las 2.200 especies de pescados en las aguas de la India se encuentran en el Golfo, haciendo de este lugar el hábitat de la India más diverso en este tipo de pez. Abunda el coral asociado con peces ornamentales pertenecientes a la familia Chaetodontidae (pez mariposa); pez loro; Amphiprion spp (pez payaso), Holocentrus spp (pez ardilla), Scarus spp (pez loro), Lutjanus spp (pargos) y píntano.
Una especie única de Balanoglossus – Ptychodera fluva, un fósil viviente que une invertebrados y vertebrados, ha sido documentado sólo en Kurusadai.

### Invertebrados
En el Golfo hay cuatro especies cada una de gambas y langostas, 106 especies de cangrejos, 17 especies de pepinos de mar, y 466 especies de moluscos incluyendo 271 gasterópodos, 174 bivalvos, 5 poliplacóforos, 16 cefalópodos y 5 escafópodos,  108 especies de esponjas, y 100 especies de equinodermos.
La fauna de coral incluye 106 especies de 30 géneros de hermatipos y 11 especies de 10 géneros de ahermatipos, incluyendo 13 especies nuevas, dando un total de 117 especies de 14 familias y 40 géneros. Los arrecifes en esta zona son estrechos arrecifes bordeantes ubicados de 150 a 300 m de la orilla de las islas y arrecifes de parche que surgen de las profundidades de 2 a 9 m y extendiéndose hasta 2 km de largo y 50 m de ancho. Amplias zonas de estos arrecifes están en general en malas condiciones debido a las destructivas actividades humanas de las 150.000 personas viviendo a lo largo de la costa. Nutrientes y otras cargas de polución son altas debido a la agricultura, la deforestación, la industria, la urbanización y la polución séptica. Parece que los arrecifes de coral del parque nacional marino del Golfo de Mannar están sanos y en buena condición, a pesar de las altas tasas de sedimentación y otras amenazas. Sin embargo, el coral vivo abarca sólo alrededor del 35%. Varias algas cubren gran parte del coral muerto.
Corales pétreos pertenecientes a los subórdenes Poritidae y Faviidae constituyen aquí los constructores de corales dominantes. Los arrecifes de coral cerca de algunas de las islas han sido gravemente dañados por la explotación como materia prima para obras de construcción como industrias de cemento, manufactura de ladrillo, obras de albañilería y hornos de cal. Aunque la explotación legal de los arrecifes ha terminado ahora, hasta 250 m³ de arrecife se destruyeron por día durante muchos años.